# Nihonmatsu
Nihonmatsu è una città giapponese della prefettura di Fukushima.